# Reprezentacja Anglii U-17 w piłce nożnej mężczyzn
Reprezentacja Anglii U-17 w piłce nożnej jest juniorską reprezentacją Anglii, zgłaszaną przez The Football Association. Mogą w niej występować wyłącznie zawodnicy posiadający obywatelstwo brytyjskie, urodzeni w Anglii lub legitymujący się angielskim pochodzeniem i którzy w momencie przeprowadzania imprezy docelowej (finałów Mistrzostw Europy lub Mistrzostw Świata) nie przekroczyli 17 roku życia.

## Sukcesy
- Mistrzostwa Europy RFN 1984 – 3. miejsce
- Mistrzostwa Europy Anglia 2001 – 4. miejsce
- Mistrzostwa Europy Dania 2002 – 3. miejsce
- Mistrzostwa Europy Portugalia 2003 – 4. miejsce
- Mistrzostwa Europy Francja 2004 – 4. miejsce
- Mistrzostwa Europy Belgia 2007 – 2. miejsce
- Mistrzostwa Europy Liechtenstein 2010 – Mistrzostwo
- Mistrzostwa Europy Serbia 2011 – 3. miejsce
- Mistrzostwa Europy Malta 2014 – Mistrzostwo

## Występy w ME U-17
Uwaga: W latach 1982–2001 rozgrywano Mistrzostwa Europy U-16
- 2000: 4. miejsce w grupie
- 2001: 4. miejsce
- 2002: 3. miejsce
- 2003: 4. miejsce
- 2004: 4. miejsce
- 2005: 3. miejsce w grupie
- 2006: Nie zakwalifikowała się
- 2007: 2 miejsce
- 2008: Nie zakwalifikowała się
- 2009: 4. miejsce w grupie
- 2010: 1. miejsce
- 2011: Półfinał
- 2012: Nie zakwalifikowała się
- 2013: Nie zakwalifikowała się
- 2014: 1. miejsce
- 2015: Ćwierćfinał
- 2016: Ćwierćfinał

## Historia występów w Mistrzostwach Świata U-17/U-16
| Mistrzostwa Świata U-17 | Mistrzostwa Świata U-17 | Mistrzostwa Świata U-17 | Mistrzostwa Świata U-17 | Mistrzostwa Świata U-17 | Mistrzostwa Świata U-17 | Mistrzostwa Świata U-17 | Mistrzostwa Świata U-17 | Mistrzostwa Świata U-17 |
| Rok                     | Runda                   | Pozycja                 | M                       | Z                       | R*                      | P                       | Br+                     | Br-                     |
| ----------------------- | ----------------------- | ----------------------- | ----------------------- | ----------------------- | ----------------------- | ----------------------- | ----------------------- | ----------------------- |
| 1985                    | Nie zakwalifikowała się | Nie zakwalifikowała się | Nie zakwalifikowała się | Nie zakwalifikowała się | Nie zakwalifikowała się | Nie zakwalifikowała się | Nie zakwalifikowała się | Nie zakwalifikowała się |
| 1987                    | Nie zakwalifikowała się | Nie zakwalifikowała się | Nie zakwalifikowała się | Nie zakwalifikowała się | Nie zakwalifikowała się | Nie zakwalifikowała się | Nie zakwalifikowała się | Nie zakwalifikowała się |
| 1989                    | Nie zakwalifikowała się | Nie zakwalifikowała się | Nie zakwalifikowała się | Nie zakwalifikowała się | Nie zakwalifikowała się | Nie zakwalifikowała się | Nie zakwalifikowała się | Nie zakwalifikowała się |
| 1991                    | Nie zakwalifikowała się | Nie zakwalifikowała się | Nie zakwalifikowała się | Nie zakwalifikowała się | Nie zakwalifikowała się | Nie zakwalifikowała się | Nie zakwalifikowała się | Nie zakwalifikowała się |
| 1993                    | Nie zakwalifikowała się | Nie zakwalifikowała się | Nie zakwalifikowała się | Nie zakwalifikowała się | Nie zakwalifikowała się | Nie zakwalifikowała się | Nie zakwalifikowała się | Nie zakwalifikowała się |
| 1995                    | Nie zakwalifikowała się | Nie zakwalifikowała się | Nie zakwalifikowała się | Nie zakwalifikowała się | Nie zakwalifikowała się | Nie zakwalifikowała się | Nie zakwalifikowała się | Nie zakwalifikowała się |
| 1997                    | Nie zakwalifikowała się | Nie zakwalifikowała się | Nie zakwalifikowała się | Nie zakwalifikowała się | Nie zakwalifikowała się | Nie zakwalifikowała się | Nie zakwalifikowała się | Nie zakwalifikowała się |
| 1999                    | Nie zakwalifikowała się | Nie zakwalifikowała się | Nie zakwalifikowała się | Nie zakwalifikowała się | Nie zakwalifikowała się | Nie zakwalifikowała się | Nie zakwalifikowała się | Nie zakwalifikowała się |
| 2001                    | Nie zakwalifikowała się | Nie zakwalifikowała się | Nie zakwalifikowała się | Nie zakwalifikowała się | Nie zakwalifikowała się | Nie zakwalifikowała się | Nie zakwalifikowała się | Nie zakwalifikowała się |
| 2003                    | Nie zakwalifikowała się | Nie zakwalifikowała się | Nie zakwalifikowała się | Nie zakwalifikowała się | Nie zakwalifikowała się | Nie zakwalifikowała się | Nie zakwalifikowała się | Nie zakwalifikowała się |
| 2005                    | Nie zakwalifikowała się | Nie zakwalifikowała się | Nie zakwalifikowała się | Nie zakwalifikowała się | Nie zakwalifikowała się | Nie zakwalifikowała się | Nie zakwalifikowała się | Nie zakwalifikowała się |
| 2007                    | Ćwierćfinał             | 5.                      | 5                       | 3                       | 1                       | 1                       | 12                      | 5                       |
| 2009                    | Nie zakwalifikowała się | Nie zakwalifikowała się | Nie zakwalifikowała się | Nie zakwalifikowała się | Nie zakwalifikowała się | Nie zakwalifikowała się | Nie zakwalifikowała się | Nie zakwalifikowała się |
| 2011                    | Ćwierćfinał             | 7.                      | 5                       | 2                       | 2                       | 1                       | 9                       | 6                       |
| 2013                    | Nie zakwalifikowała się | Nie zakwalifikowała się | Nie zakwalifikowała się | Nie zakwalifikowała się | Nie zakwalifikowała się | Nie zakwalifikowała się | Nie zakwalifikowała się | Nie zakwalifikowała się |
| 2015                    | Faza grupowa            | 18.                     | 3                       | 0                       | 2                       | 1                       | 1                       | 2                       |
| Łącznie                 | 3/16                    | -                       | 13                      | 5                       | 5                       | 3                       | 22                      | 13                      |

*Jako remisy liczone są także spotkania fazy pucharowej rozstrzygnięte po rzutach karnych.